# Geoffrey Nouhaillaguet
Pour les articles homonymes, voir Nouhaillaguet.
Pas d'image ? Cliquez ici

a Compétitions nationales et continentales officielles uniquement.

Dernière mise à jour le 25 avril 2020.
Geoffrey Nouhaillaguet, né le 15 décembre 1991, est un joueur français de rugby à XV. Il évolue au poste de deuxième ligne au RC Hyères-Carqueiranne.

## Biographie
Geoffrey Nouhaillaguet commence le rugby à XV au FC Grenoble où il joue en crabos et en reichel.
Geoffrey Nouhaillaguet est le frère cadet de Flavien Nouhaillaguet,.
En 2016, il s'engage avec l'AS Bédarrides Châteauneuf et il y reste un an.

## Style de jeu
Geoffrey Nouhaillaguet est un joueur polyvalent, il peut aussi bien jouer deuxième ligne que troisième ligne aile ou troisième ligne centre.